# Бюлетин (1922)
„Бюлетин“ е български вестник, излизал от 29 януари до 2 юли 1922 година в Пловдив като орган на Дружеството на македонската емиграция.

## История
Излиза веднъж в седмицата. Печата се печатница Братя Йонови. „Бюлетин“ изразява идеите на левицата в македонското революционно движение. Поддържа лозунга „Македония за македонците“, издиган от Временното представителство на обединената бивша ВМОРО. Обявява се против Изпълнителния комитет на македонските братства, който обвинява във върховизъм и се бори за организиране на македонската емиграция в независими, федерирани помежду си дружества.
| Годишнина | Броеве | Дата                        |
| --------- | ------ | --------------------------- |
| I         | 1 – 16 | 29 януари 1922 – 2 юли 1922 |